# Salvador Giletto
Salvador Giletto (Resistencia, Chaco, 8 de febrero de 1993) es un basquetbolista argentino que juega en la posición de ala pívot para San Martín de Corrientes de la Liga Nacional de Básquet de Argentina. Fue reconocido como el Jugador Revelación de la Liga Nacional de Básquet de Argentina en la temporada 2022-23.

## Trayectoria

### Clubes
| Club                        | País      | Año             |
| --------------------------- | --------- | --------------- |
| Peñarol de Mar del Plata    | Argentina | 2011 - 2012     |
| Peñarol de Rosario del Tala | Argentina | 2012 - 2013     |
| Brown de San Vicente        | Argentina | 2013 - 2014     |
| Sanjustino                  | Argentina | 2014 - 2016     |
| Unión de Sunchales          | Argentina | 2016 - 2017     |
| Santa Paula de Gálvez       | Argentina | 2017 - 2020     |
| Independiente de Oliva      | Argentina | 2021 - 2023     |
| Diablos de Miranda          | Venezuela | 2023            |
| Independiente de Oliva      | Argentina | 2023 - 2024     |
| Regatas Corrientes          | Argentina | 2024 - 2025     |
| San Martín de Corrientes    | Argentina | 2025 - Presente |